# 薩摩川内市立永利小学校
薩摩川内市立永利小学校（さつませんだいしりつ ながとししょうがっこう）は、鹿児島県薩摩川内市百次町にある市立小学校。

## 概要
児童数は2015年7月現在497人が在籍しており、薩摩川内市では一番南に位置している小学校である。

## 歴史
- 1872年（明治5年） - 床並原小学校として開校
- 1903年（明治36年） - 永利尋常高等小学校と改称
- 1941年（昭和16年） - 国民学校令施行に伴い、永利国民学校と改称
- 1947年（昭和22年） - 学制改革により永利村立永利小学校と改称。高等科は新制中学校へ編入
- 1956年（昭和31年） - 永利村が川内市に編入されたのに伴い、川内市立永利小学校に改称
- 1964年（昭和39年） - 川内厚生園内に分校を設置[1]
- 1979年（昭和54年） - 厚生園分校を廃止
- 2004年（平成16年） - 川内市が新設合併し、薩摩川内市となったのに伴い、薩摩川内市立永利小学校と改称

## 通学区域
永利小学校の通学区域は以下の区域が指定されている。
- 永利町（うち字倉谷､小牟田原､辰口及び南川の区域を除く）
- 百次町

## 進学先中学校
- 薩摩川内市立川内南中学校[4]